# 酒類販売免許制事件
酒類販売免許制事件（しゅるいはんばいめんきょせいじけん）は酒税法が規定する酒類販売免許制とその免許基準が職業選択の自由を規定する日本国憲法第22条に違反するか否かが争点となった訴訟。

## 概要
1974年7月30日に酒類販売業を目的とする株式会社Aは東京上野税務署長に対し、酒税法第9条第1項の規定に基づき酒類販売業免許を申請したところ、東京上野税務署長は1976年11月24日付で本件申請が、免許申請者の経営の基礎が薄弱であると認められる場合に免許を与えないことができるとする酒税法第10条第10号に該当するとして免許の拒否処分をした。Aは拒否処分の取り消しを求めて出訴したが、東京上野税務署長は「Aの申請は酒類販売業を営むに必要な営業権等をBから譲り受けることを条件としてなされたが、その営業権がA設立前に別会社に譲渡されており、酒類販売業を営むのに必要な営業権等を譲り受ける見込みがなかった」「Aは酒類販売業を営むために必要な営業資金を有していなかった」「Aは固定資産税や法人都民税を滞納していた」「Aの振り出した手形が不渡りになった」等の点を挙げて処分の正当性を主張した。
1984年4月12日に東京地方裁判所は酒税法第10条第10号に該当する自由は存在しないとして本件処分を違法とした。東京上野税務署長は控訴し、1987年11月26日に東京高等裁判所は東京上野税務署長の拒否処分の根拠を容認して原判決を取り消す判決を下した。Aは酒類販売業免許制及びその要件を規定する酒税法第9条第1項及び第10条各号が職業選択の自由を規定する日本国憲法第22条に違反するとして上告した。
1992年12月15日、最高裁判所第三小法廷は「酒類販売において免許制を設けた目的が間接税である酒税の確実な徴収と消費者への税負担の円滑な転嫁にある」と指摘し、免許制を設けた1938年当時は酒税が国税に占める割合が大きく、税率も高かった事情があったとしたうえで「免許制で販売代金の確実な回収を妨げるような業者を流通過程から排除したのも、公共の利益のために取られた合理的な措置だった」とし、免許制について状況が変化した後も続いている点について「議論の余地があることは否定できない」としながら、「嗜好品である酒類の販売に、何らかの規制が行われてもやむを得ないと考えられ、免許制を続けた立法府の判断に政策・技術的な裁量に逸脱はない」と判示して上告を棄却し、業者の敗訴が確定した。 一方で、坂上寿夫裁判長は「社会経済状態が大きく変動したのに、免許制度を維持する必要性・合理性はなく、むしろ弊害が見逃せず、免許制は憲法に違反する」とする反対意見を述べ、園部逸夫裁判官も合憲の意見には賛成する一方で「免許制で、既存の業者の権益保護が重視されるようなことがあれば、違憲のそしりを免れない」とする補足意見を述べた。